# AKB48 37thシングル 選抜総選挙
『AKB48 37thシングル選抜総選挙 夢の現在地〜ライバルはどこだ?〜』（エーケービーフォーティーエイト サーティーセブンスシングルせんばつそうせんきょ ゆめのげんざいち ライバルはどこだ、別名：第6回AKB48選抜総選挙）とは、AKB48の37枚目のシングルに参加する選抜メンバーをファンによる投票で決定するイベントである。この選挙の上位16位までのメンバーが、2014年8月27日発売の37thシングル「心のプラカード」選抜メンバーとなった。

## 概要
選挙の実施は、2014年3月22日に公式ブログ・AKB48オフィシャルサイトで発表された。
今回の総選挙では、前回と同様に立候補制を採用することとなったが、卒業メンバーは対象外となった。
投票期間は、2014年5月20日10時00分00秒（JST）から同年6月6日14時59分59秒（JST）までであった。
最終結果が発表される開票イベントは、2014年6月7日に東京都調布市・東京スタジアム（味の素スタジアム）で実施された。会場での司会進行は、徳光和夫と木佐彩子のふたりが担当した。
なお、同年5月25日に岩手県滝沢市・岩手産業文化センターで開催された握手会イベントでの傷害事件を受け、総勢106人の手荷物検査員を配置し、計122台のハンディータイプの金属探知機を導入して厳重な検査が行われた結果、会場への入場開始時間を当初の予定よりも1時間前倒ししたが、観客の入場が遅れたことから、開票発表前のライブは、45分遅れの15時15分からスタートすることとなった。大雨の影響により、当初のライブで2時間以上、37曲を披露する予定を変更して、12曲のみのパフォーマンスとなった。同会場では、Jリーグの試合開催時に、調布警察署の警察官約20人が警備に当たるが、当イベント時はその倍以上となる50人が警備に当たり、ファン有志も警備に協力した。こうした影響もあり、2015年に実施されるAKB48 41stシングル 選抜総選挙では、開票イベント会場を変更する遠因となった。
『AKB48×LINE』のコラボレーションプロジェクトとして、今回の総選挙の選抜メンバー上位16人のLINEスタンプが作成される。また『バイトル×AKB48』とのコラボレーションプロジェクトとして、上位7位のメンバーである「神7」の予想し、的中すれば豪華賞品が抽選で授与されるキャンペーンが実施された。
本イベントはAKB48選抜総選挙としては唯一、単独での映像ソフト化がされていなかった。その理由について運営は「ライブパートが少なくて、販売するのが気が引けた」ためだと回答していた。それでも映像ソフト化を望む声が多数あったため、2017年5月29日から6月9日までAKB48グループの握手会情報サイト『握手会友の会』において、同サイト会員限定でDVD販売に関するアンケートが実施され、この総選挙で1位となった渡辺麻友の卒業コンサートのDVD・Blu-ray（限定盤のみ、同年12月27日発売）に収録されることになり、3年越しで映像化に至った。なお、開票イベント前に行われたコンサートの映像についてはAmazonプライム・ビデオで2016年2月より独占配信されていた。

## テレビ中継
開票イベントの模様は、BSスカパー!およびフジテレビ系列で生中継された。BSスカパーでの進行は遠藤章造とカナリアが担当。フジテレビ系列においては、フジテレビとテレビ新広島では、17時から17時30分までの第1部と第2部の2部編成で合計5時間10分、一部の系列局は18時30分から23時10分までの4時間40分、関西テレビ、東海テレビ、新潟総合テレビ、テレビ宮崎、沖縄テレビでは『土曜プレミアム』枠の19時00分から23時10分までの4時間10分を『AKB48 第6回選抜総選挙 生放送スペシャル』として放送した。放送途中（1位発表から舞台裏にかけての部分）に『FNN NEWS Pick Up』を含んでの構成となった。ただし、日本テレビ系列とのクロスネットであるテレビ大分は、土曜日のゴールデンタイム・プライムタイム枠は日本テレビ系の番組が優先して編成されるため、6月8日の0時58分から5時10分（7日深夜）までの4時間12分で録画放送（時差ネット）された。味の素スタジアムに特設スタジオを設置し、司会は前回に引き続き宮根誠司と加藤綾子（フジテレビアナウンサー）が担当し、ゲストとして関根勤、大久保佳代子、リリー・フランキー、そして6月9日にAKB48を卒業する大島優子が出演した。音声多重放送を実施し、副音声は場内音声のみとなった。また前回に引き続きクイズ企画を実施した。前回は、速報1位の指原の最終順位を予想する「指原莉乃は何位になるのか?予想」であったが、今回は選抜メンバーの16名を1位から16位まで順位を含めて完璧に当てる16連単予想クイズを実施した。予想的中者には総額200万円が授与され、複数当選者の場合山分けとなるが、的中者までは出なかった。キャッチコピーは「天下は、我が國へ、持ち帰る。」。1位となった渡辺麻友は、6月9日の『めざましテレビ』に生出演した。
またNHKが、BSプレミアムで同日23時30分から放送した『AKB48 SHOW!』は、吉田一貴の進行による生放送を実施し、本選挙で1位となった渡辺が出演した。ダイジェスト形式とはいえ、NHKが選抜総選挙開票イベント当日に生中継を実施するのは、これが初めてとなった。番組終了間際には、1位となった特典として特別編『渡辺麻友 SHOW!』を制作・放送することが発表された。

## 投票有資格者
以下のいずれにかに該当する者に投票権がある。
- 36thシングル「ラブラドール・レトリバー」初回限定盤・通常盤・劇場盤購入者
- AKB48ファンクラブサイト「二本柱の会」会員
- 以下の各グループ公式携帯サイト会員
  - AKB48 Mobile
  - SKE48 Mobile
  - NMB48 Mobile
  - HKT48 Mobile
- AKB48公式スマートフォンアプリ会員
- AKB48 OFFICIAL NET会員
- DMM.comが提供する以下の月額見放題サービス会員
  - 「AKB48 LIVE!! ON DEMAND」
  - 「SKE48 LIVE!! ON DEMAND」
  - 「NMB48 LIVE!! ON DEMAND」
  - 「HKT48 LIVE!! ON DEMAND」

## 被選挙権者
以下の条件のいずれかを満たすメンバーに被選挙権があり、立候補期間中に所定の用紙に記入し、各劇場の選挙実行委員会に提出・受理されることで立候補となる。
- AKB48・SKE48・NMB48・HKT48に在籍しているメンバー（2014年3月22日までに卒業発表をしたメンバー[注釈 7]を除く）。
- 海外グループに専任移籍の元AKB48メンバー（仲川遥香・近野莉菜）。

### 立候補者
- 立候補期間：2014年3月31日16時30分 - 4月6日23時00分
- 立候補者数：296名

本節以下における所属チームは2014年4月6日時点。各チームの候補者数は兼任メンバーの重複を含む。☆は前回立候補しなかったメンバー（初めて立候補する権利が与えられたメンバーを除く）。

#### AKB48
- チームA（22名）
  - 市川愛美、入山杏奈、岩田華怜、川栄李奈、小嶋菜月、小嶋陽菜、島崎遥香、高橋みなみ、田北香世子、達家真姫宝、中田ちさと、中西智代梨、中村麻里子、西山怜那、藤田奈那、古畑奈和（SKE48チームKII兼任）、前田亜美、松井咲子、宮脇咲良（HKT48チームKIV兼任）、武藤十夢、森川彩香、矢倉楓子（NMB48チームM兼任）
- チームK（21名）
  - 相笠萌、阿部マリア、石田晴香、岩佐美咲、内田眞由美、北原里英、小嶋真子、兒玉遥（HKT48チームH兼任）、小林香菜、後藤萌咲、島田晴香、下口ひなな、鈴木紫帆里、鈴木まりや（SNH48チームSII兼任）、田野優花、永尾まりや、松井珠理奈（SKE48チームS兼任）、宮崎美穂、山本彩（NMB48チームN兼任）、湯本亜美、横山由依
- チームB（23名）
  - 生駒里奈（乃木坂46兼任）、伊豆田莉奈、内山奈月、梅田綾乃、大島涼花、大家志津香、大和田南那、小笠原茉由、柏木由紀（NMB48チームN兼任）、川本紗矢、倉持明日香、高城亜樹、高橋朱里、竹内美宥、田名部生来、朝長美桜（HKT48チームKIV兼任）、名取稚菜、野澤玲奈、橋本耀、平田梨奈、福岡聖菜、横島亜衿、渡辺麻友
- チーム4（23名）
  - 岩立沙穂、大川莉央、大森美優、岡田彩花、岡田奈々、加藤玲奈、木﨑ゆりあ、北澤早紀、小谷里歩（NMB48チームN兼任）、小林茉里奈、込山榛香、佐々木優佳里、佐藤妃星、篠崎彩奈、渋谷凪咲（NMB48チームBII兼任）、髙島祐利奈、土保瑞希、西野未姫、前田美月、峯岸みなみ、向井地美音、村山彩希、茂木忍
- チーム8（47名）
  - 坂口渚沙、横山結衣、谷川聖、佐藤七海、早坂つむぎ、佐藤朱、舞木香純、岡部麟、本田仁美、清水麻璃亜、髙橋彩音、吉川七瀬、小栗有以、小田えりな、佐藤栞、左伴彩佳、藤村菜月、横道侑里、奥洞千捺、山本亜依、橋本陽菜、北玲名、長久玲奈、近藤萌恵里、永野芹佳、太田奈緒、山田菜々美、山本瑠香、大西桃香、濵咲友菜、中野郁海、阿部芽唯、人見古都音、谷優里、下尾みう、濵松里緒菜、行天優莉奈、高岡薫、廣瀬なつき、森脇由衣、福地礼奈、岩﨑萌花、倉野尾成美、吉野未優、谷口もか、下青木香鈴、宮里莉羅

#### SKE48
- チームS（15名）
  - 東李苑、大矢真那、北川綾巴、佐藤実絵子、竹内舞、田中菜津美（HKT48チームH兼任）、都築里佳、二村春香、松井珠理奈（AKB48チームK兼任）、松本慈子、宮澤佐江（SNH48チームSII兼任）、宮前杏実、矢方美紀、山内鈴蘭、渡辺美優紀（NMB48チームBII兼任）
- チームKII（18名）
  - 阿比留李帆、荒井優希、石田安奈、内山命、江籠裕奈、大場美奈、北野瑠華、木下有希子、神門沙樹、惣田紗莉渚、高木由麻奈、高柳明音（NMB48チームBII兼任）、日高優月、古川愛李、古畑奈和（AKB48チームA兼任）、山下ゆかり、山田菜々（NMB48チームM兼任）、山田みずほ
- チームE（19名）
  - 磯原杏華、市野成美、岩永亞美、梅本まどか、☆大脇有紗、木本花音（HKT48チームKIV兼任）、熊崎晴香、小石公美子、小林亜実、斉藤真木子、酒井萌衣、佐藤すみれ、柴田阿弥、須田亜香里、髙寺沙菜、谷真理佳、福士奈央、松井玲奈（乃木坂46兼任）、山田澪花
- 研究生（11名）
  - 松村香織、犬塚あさな、☆荻野利沙、青木詩織、井田玲音名、鎌田菜月、後藤真由子、佐々木柚香、竹内彩姫、野口由芽、山田樹奈

#### NMB48
- チームN（18名）
  - 太田夢莉、柏木由紀（AKB48チームB兼任）、加藤夕夏、☆岸野里香、河野早紀、古賀成美、小谷里歩（AKB48チーム4兼任）、上西恵、須藤凜々花、西村愛華、村重杏奈（HKT48チームKIV兼任）、室加奈子、山内つばさ、山岸奈津美、山口夕輝、山本彩（AKB48チームK兼任）、與儀ケイラ、吉田朱里
- チームM（17名）
  - 東由樹、石塚朱莉、沖田彩華、川上礼奈、久代梨奈、近藤里奈、白間美瑠、高野祐衣、武井紗良、谷川愛梨、藤江れいな、三浦亜莉沙、三田麻央、村上文香、村瀬紗英、矢倉楓子（AKB48チームA兼任）、山田菜々（SKE48チームKII兼任）
- チームBII（17名）
  - 井尻晏菜、磯佳奈江、市川美織、植田碧麗、梅田彩佳、門脇佳奈子、上枝恵美加、川上千尋、木下春奈、日下このみ、黒川葉月、渋谷凪咲（AKB48チーム4兼任）、高柳明音（SKE48チームKII兼任）、内木志、林萌々香、薮下柊、渡辺美優紀（SKE48チームS兼任）
- 研究生（13名）
  - 石田優美、鵜野みずき、西澤瑠莉奈、高山梨子、明石奈津子、大段舞依、照井穂乃佳、中野麗来、松岡知穂、松村芽久未、森田彩花、山尾梨奈、☆城恵理子

#### HKT48
- チームH（20名）
  - 秋吉優花、穴井千尋、井上由莉耶、宇井真白、上野遥、梅本泉、岡本尚子、神志那結衣、兒玉遥（AKB48チームK兼任）、駒田京伽、坂口理子、指原莉乃、田島芽瑠、田中菜津美（SKE48チームS兼任）、田中美久、松岡菜摘、矢吹奈子、山田麻莉奈、山本茉央、若田部遥
- チームKIV（20名）
  - 伊藤来笑、今田美奈、岩花詩乃、植木南央、多田愛佳、岡田栞奈、木本花音（SKE48チームE兼任）、草場愛、熊沢世莉奈、後藤泉、下野由貴、田中優香、冨吉明日香、朝長美桜（AKB48チームB兼任）、深川舞子、渕上舞、宮脇咲良（AKB48チームA兼任）、村重杏奈（NMB48チームN兼任）、本村碧唯、森保まどか
- 研究生（7名）
  - 荒巻美咲、栗原紗英、坂本愛玲菜、筒井莉子、外薗葉月、山内祐奈、山下エミリー

#### JKT48
- チームJ（1名）
  - ☆仲川遥香

#### SNH48
- チームSII（2名）
  - 鈴木まりや（AKB48チームK兼任）、宮澤佐江（SKE48チームS兼任）

### 不参加
- 不参加者数：14名

★は立候補締切日以降、開票日当日までにAKB48グループから卒業した、または卒業発表をしたメンバー

#### AKB48
- チームA（2名）
  - ★片山陽加（前回34位）、★菊地あやか（前回51位）

#### SKE48
- チームS（3名）
  - ★金子栞（前回63位）[注釈 8]、後藤理沙子、中西優香（前回64位）
- チームKII（3名）
  - 加藤智子[注釈 9]、髙塚夏生、水埜帆乃香
- チームE（2名）
  - ★井口栞里、加藤るみ
- 研究生（1名）
  - ★空美夕日

#### NMB48
- チームM（2名）
  - ★赤澤萌乃[注釈 10]、木下百花

#### JKT48
- JKT48（1名）
  - 近野莉菜

## 当選枠
前回の64人から80人に増枠される。1 - 16位の16人が表題曲の選抜メンバーとなる。17 - 32位の16人はアンダーガールズ、33 - 48位の16人がネクストガールズ、49 - 64位の16人がフューチャーガールズとしてそれぞれの楽曲に参加する。さらに65 - 80位のアップカミングガールズが新設された。

## 結果
投票総数は268万9427票と、前年から約4万2580票増え、過去6回で最多となった。シングル曲選抜では、AKB48メンバーで選抜入りしたのは、他姉妹グループと兼任のないメンバーで6人、NMB48兼任の柏木由紀を入れても7人で、初めて過半数割れした。全体では、前年64人中6人がランクインしたHKT48が80人中13人がランクインし大幅増となった。1位の渡辺麻友の獲得票数15万9854票は、前回の指原莉乃が記録した15万570票を上回り、2014年時点の投票システムにおいては最多得票数となった。
※以下、所属のうち「乃」は乃木坂46、「栄研」はSKE48研究生をそれぞれ表す。
| 順位                                                         | 氏名                                   | 所属                                   | 得票数                                 | 速報                                   | 速報                                   | 前回 順位                              | 過去 最高 順位                         |
| 順位                                                         | 氏名                                   | 所属                                   | 得票数                                 | 得票                                   | 順位                                   | 前回 順位                              | 過去 最高 順位                         |
| 37thシングル 選抜メンバー（1位〜16位）                       | 37thシングル 選抜メンバー（1位〜16位） | 37thシングル 選抜メンバー（1位〜16位） | 37thシングル 選抜メンバー（1位〜16位） | 37thシングル 選抜メンバー（1位〜16位） | 37thシングル 選抜メンバー（1位〜16位） | 37thシングル 選抜メンバー（1位〜16位） | 37thシングル 選抜メンバー（1位〜16位） |
| ------------------------------------------------------------ | -------------------------------------- | -------------------------------------- | -------------------------------------- | -------------------------------------- | -------------------------------------- | -------------------------------------- | -------------------------------------- |
| 01位                                                         | 渡辺麻友                               | B                                      | 159,854票                              | 25,283票                               | 02位                                   | 03位                                   | 02位                                   |
| 02位                                                         | 指原莉乃                               | H                                      | 141,954票                              | 37,582票                               | 01位                                   | 01位                                   | 01位                                   |
| 03位                                                         | 柏木由紀                               | B/N                                    | 104,364票                              | 17,266票                               | 04位                                   | 04位                                   | 03位                                   |
| 04位                                                         | 松井珠理奈                             | S/K                                    | 90,910票                               | 23,012票                               | 03位                                   | 06位                                   | 06位                                   |
| 05位                                                         | 松井玲奈                               | E/乃                                   | 69,790票                               | 14,897票                               | 06位                                   | 07位                                   | 07位                                   |
| 06位                                                         | 山本彩                                 | N/K                                    | 67,916票                               | 14,798票                               | 07位                                   | 14位                                   | 14位                                   |
| 07位                                                         | 島崎遥香                               | A                                      | 67,591票                               | 15,514票                               | 05位                                   | 12位                                   | 12位                                   |
| 08位                                                         | 小嶋陽菜                               | A                                      | 62,899票                               | 8,177票                                | 17位                                   | 09位                                   | 06位                                   |
| 09位                                                         | 高橋みなみ                             | A                                      | 57,388票                               | 9,005票                                | 13位                                   | 08位                                   | 05位                                   |
| 10位                                                         | 須田亜香里                             | E                                      | 48,182票                               | 8,114票                                | 18位                                   | 16位                                   | 16位                                   |
| 11位                                                         | 宮脇咲良                               | KIV/A                                  | 45,538票                               | 7,963票                                | 20位                                   | 26位                                   | 26位                                   |
| 12位                                                         | 宮澤佐江                               | SII/S                                  | 44,749票                               | 8,273票                                | 16位                                   | 10位                                   | 09位                                   |
| 13位                                                         | 横山由依                               | K                                      | 40,232票                               | 9,505票                                | 12位                                   | 13位                                   | 13位                                   |
| 14位                                                         | 生駒里奈                               | 乃/B                                   | 40,089票                               | 3,510票                                | 56位                                   | 立候補資格なし                         | 立候補資格なし                         |
| 15位                                                         | 柴田阿弥                               | E                                      | 39,264票                               | 12,340票                               | 08位                                   | 17位                                   | 17位                                   |
| 16位                                                         | 川栄李奈                               | A                                      | 39,120票                               | 4,057票                                | 45位                                   | 25位                                   | 25位                                   |
| アンダーガールズ（17位〜32位）                               |                                        |                                        |                                        |                                        |                                        |                                        |                                        |
| 17位                                                         | 松村香織                               | 栄研                                   | 37,967票                               | 12,190票                               | 09位                                   | 24位                                   | 24位                                   |
| 18位                                                         | 渡辺美優紀                             | BII/S                                  | 36,108票                               | 6,276票                                | 25位                                   | 15位                                   | 15位                                   |
| 19位                                                         | 北原里英                               | K                                      | 34,666票                               | 8,584票                                | 15位                                   | 21位                                   | 13位                                   |
| 20位                                                         | 入山杏奈                               | A                                      | 34,002票                               | 2,871票                                | 77位                                   | 30位                                   | 30位                                   |
| 21位                                                         | 兒玉遥                                 | H/K                                    | 33,545票                               | 9,879票                                | 10位                                   | 37位                                   | 37位                                   |
| 22位                                                         | 峯岸みなみ                             | 4                                      | 33,162票                               | 4,504票                                | 41位                                   | 18位                                   | 14位                                   |
| 23位                                                         | 木﨑ゆりあ                             | 4                                      | 30,154票                               | 6,359票                                | 24位                                   | 22位                                   | 22位                                   |
| 24位                                                         | 武藤十夢                               | A                                      | 30,097票                               | 3,973票                                | 47位                                   | 45位                                   | 45位                                   |
| 25位                                                         | 森保まどか                             | KIV                                    | 27,054票                               | 9,562票                                | 11位                                   | 圏外                                   | -                                      |
| 26位                                                         | 高城亜樹                               | B                                      | 24,415票                               | 3,315票                                | 64位                                   | 20位                                   | 12位                                   |
| 27位                                                         | 朝長美桜                               | KIV/B                                  | 23,766票                               | 7,114票                                | 22位                                   | 59位                                   | 59位                                   |
| 28位                                                         | 高橋朱里                               | B                                      | 23,612票                               | 7,469票                                | 21位                                   | 圏外                                   | -                                      |
| 29位                                                         | 山田菜々                               | M/KII                                  | 23,299票                               | 6,100票                                | 26位                                   | 28位                                   | 28位                                   |
| 30位                                                         | 大矢真那                               | S                                      | 21,984票                               | 5,133票                                | 33位                                   | 29位                                   | 24位                                   |
| 31位                                                         | 高柳明音                               | KII/BII                                | 21,972票                               | 4,945票                                | 37位                                   | 23位                                   | 23位                                   |
| 32位                                                         | 加藤玲奈                               | 4                                      | 21,877票                               | 6,437票                                | 23位                                   | 圏外                                   | -                                      |
| ネクストガールズ（33位〜48位）                               |                                        |                                        |                                        |                                        |                                        |                                        |                                        |
| 33位                                                         | 藤江れいな                             | M                                      | 20,956票                               | 圏外                                   | 圏外                                   | 32位                                   | 32位                                   |
| 34位                                                         | 二村春香                               | S                                      | 20,881票                               | 8,755票                                | 14位                                   | 圏外                                   | -                                      |
| 35位                                                         | 梅田彩佳                               | BII                                    | 20,658票                               | 5,000票                                | 36位                                   | 19位                                   | 16位                                   |
| 36位                                                         | 小嶋真子                               | K                                      | 20,415票                               | 5,132票                                | 34位                                   | 圏外                                   | -                                      |
| 37位                                                         | 古川愛李                               | KII                                    | 19,315票                               | 4,143票                                | 44位                                   | 27位                                   | 27位                                   |
| 38位                                                         | 田島芽瑠                               | H                                      | 18,875票                               | 4,021票                                | 46位                                   | 55位                                   | 55位                                   |
| 39位                                                         | 穴井千尋                               | H                                      | 18,825票                               | 5,849票                                | 28位                                   | 圏外                                   | -                                      |
| 40位                                                         | 木下有希子                             | KII                                    | 18,822票                               | 圏外                                   | 圏外                                   | 圏外                                   | -                                      |
| 41位                                                         | 矢倉楓子                               | M/A                                    | 18,596票                               | 圏外                                   | 圏外                                   | 44位                                   | 44位                                   |
| 42位                                                         | 多田愛佳                               | KIV                                    | 18,143票                               | 3,767票                                | 50位                                   | 43位                                   | 20位                                   |
| 43位                                                         | 白間美瑠                               | M                                      | 17,745票                               | 4,144票                                | 43位                                   | 圏外                                   | -                                      |
| 44位                                                         | 磯原杏華                               | E                                      | 17,616票                               | 7,981票                                | 19位                                   | 58位                                   | 58位                                   |
| 45位                                                         | 田野優花                               | K                                      | 17,608票                               | 3,026票                                | 71位                                   | 38位                                   | 38位                                   |
| 46位                                                         | 岩永亞美                               | E                                      | 17,479票                               | 5,761票                                | 29位                                   | 圏外                                   | -                                      |
| 47位                                                         | 佐々木優佳里                           | 4                                      | 16,726票                               | 5,146票                                | 32位                                   | 圏外                                   | -                                      |
| 48位                                                         | 本村碧唯                               | KIV                                    | 16,449票                               | 4,821票                                | 38位                                   | 圏外                                   | -                                      |
| フューチャーガールズ（49位〜64位）                           |                                        |                                        |                                        |                                        |                                        |                                        |                                        |
| 49位                                                         | 岩佐美咲                               | K                                      | 16,100票                               | 5,490票                                | 30位                                   | 56位                                   | 33位                                   |
| 50位                                                         | 木本花音                               | E/KIV                                  | 16,022票                               | 3,332票                                | 62位                                   | 31位                                   | 31位                                   |
| 51位                                                         | 岡田奈々                               | 4                                      | 15,873票                               | 3,145票                                | 67位                                   | 圏外                                   | -                                      |
| 52位                                                         | 倉持明日香                             | B                                      | 15,443票                               | 3,194票                                | 66位                                   | 36位                                   | 21位                                   |
| 53位                                                         | 市川美織                               | BII                                    | 15,045票                               | 3,608票                                | 52位                                   | 57位                                   | 39位                                   |
| 54位                                                         | 山田みずほ                             | KII                                    | 14,942票                               | 5,163票                                | 31位                                   | 圏外                                   | -                                      |
| 55位                                                         | 古畑奈和                               | KII/A                                  | 14,634票                               | 3,354票                                | 61位                                   | 圏外                                   | -                                      |
| 56位                                                         | 大場美奈                               | KII                                    | 14,555票                               | 4,260票                                | 42位                                   | 48位                                   | 35位                                   |
| 57位                                                         | 石田晴香                               | K                                      | 14,358票                               | 2,809票                                | 80位                                   | 46位                                   | 27位                                   |
| 58位                                                         | 上西恵                                 | N                                      | 14,194票                               | 3,417票                                | 59位                                   | 40位                                   | 40位                                   |
| 59位                                                         | 薮下柊                                 | BII                                    | 14,119票                               | 3,884票                                | 48位                                   | 49位                                   | 49位                                   |
| 60位                                                         | 坂口理子                               | H                                      | 12,937票                               | 5,079票                                | 35位                                   | 圏外                                   | -                                      |
| 61位                                                         | 小谷里歩                               | N/4                                    | 12,913票                               | 4,526票                                | 40位                                   | 圏外                                   | -                                      |
| 62位                                                         | 西野未姫                               | 4                                      | 12,824票                               | 圏外                                   | 圏外                                   | 圏外                                   | -                                      |
| 63位                                                         | 内山奈月                               | B                                      | 12,749票                               | 3,324票                                | 63位                                   | 圏外                                   | -                                      |
| 64位                                                         | 松岡菜摘                               | H                                      | 12,569票                               | 3,481票                                | 57位                                   | 圏外                                   | -                                      |
| アップカミングガールズ（65位〜80位）                         |                                        |                                        |                                        |                                        |                                        |                                        |                                        |
| 65位                                                         | 永尾まりや                             | K                                      | 12,448票                               | 圏外                                   | 圏外                                   | 35位                                   | 35位                                   |
| 66位                                                         | 岩立沙穂                               | 4                                      | 11,873票                               | 3,751票                                | 51位                                   | 圏外                                   | -                                      |
| 67位                                                         | 村重杏奈                               | KIV/N                                  | 11,586票                               | 圏外                                   | 圏外                                   | 圏外                                   | -                                      |
| 68位                                                         | 梅本まどか                             | E                                      | 11,538票                               | 2,973票                                | 74位                                   | 39位                                   | 39位                                   |
| 69位                                                         | 山内鈴蘭                               | S                                      | 11,510票                               | 4,734票                                | 39位                                   | 61位                                   | 36位                                   |
| 70位                                                         | 前田亜美                               | A                                      | 11,117票                               | 3,209票                                | 65位                                   | 53位                                   | 37位                                   |
| 71位                                                         | 田名部生来                             | B                                      | 11,041票                               | 圏外                                   | 圏外                                   | 圏外                                   | -                                      |
| 72位                                                         | 吉田朱里                               | N                                      | 10,982票                               | 圏外                                   | 圏外                                   | 50位                                   | 50位                                   |
| 73位                                                         | 矢方美紀                               | S                                      | 10,733票                               | 圏外                                   | 圏外                                   | 圏外                                   | 62位                                   |
| 74位                                                         | 阿比留李帆                             | KII                                    | 10,092票                               | 3,545票                                | 54位                                   | 圏外                                   | -                                      |
| 75位                                                         | 斉藤真木子                             | E                                      | 10,089票                               | 3,010票                                | 72位                                   | 42位                                   | 42位                                   |
| 76位                                                         | 小笠原茉由                             | B                                      | 9,946票                                | 圏外                                   | 圏外                                   | 54位                                   | 54位                                   |
| 77位                                                         | 小林亜実                               | E                                      | 9,931票                                | 3,471票                                | 58位                                   | 47位                                   | 47位                                   |
| 78位                                                         | 宮崎美穂                               | K                                      | 9,674票                                | 3,372票                                | 60位                                   | 圏外                                   | 18位                                   |
| 79位                                                         | 駒田京伽                               | H                                      | 9,609票                                | 6,056票                                | 27位                                   | 圏外                                   | -                                      |
| 80位                                                         | 大島涼花                               | B                                      | 9,561票                                | 3,030票                                | 70位                                   | 圏外                                   | -                                      |
| 速報では80位以内であったものの最終結果が圏外となったメンバー |                                        |                                        |                                        |                                        |                                        |                                        |                                        |
| 81位 以下                                                    | 岡本尚子                               | H                                      | -                                      | 3,778票                                | 49位                                   | 圏外                                   | -                                      |
| 81位 以下                                                    | 宮前杏実                               | S                                      | -                                      | 3,599票                                | 53位                                   | 圏外                                   | -                                      |
| 81位 以下                                                    | 谷川愛梨                               | M                                      | -                                      | 3,514票                                | 55位                                   | 圏外                                   | -                                      |
| 81位 以下                                                    | 平田梨奈                               | B                                      | -                                      | 3,145票                                | 67位                                   | 圏外                                   | -                                      |
| 81位 以下                                                    | 高野祐衣                               | M                                      | -                                      | 3,100票                                | 69位                                   | 圏外                                   | -                                      |
| 81位 以下                                                    | 小林香菜                               | K                                      | -                                      | 2,998票                                | 73位                                   | 圏外                                   | 41位                                   |
| 81位 以下                                                    | 熊崎晴香                               | E                                      | -                                      | 2,904票                                | 75位                                   | 圏外                                   | -                                      |
| 81位 以下                                                    | 植木南央                               | KIV                                    | -                                      | 2,895票                                | 76位                                   | 圏外                                   | -                                      |
| 81位 以下                                                    | 北川綾巴                               | S                                      | -                                      | 2,866票                                | 78位                                   | 圏外                                   | -                                      |
| 81位 以下                                                    | 茂木忍                                 | 4                                      | -                                      | 2,815票                                | 79位                                   | 圏外                                   | -                                      |

## 公式関連出版物
- FRIDAY編集部編『AKB48総選挙公式ガイドブック 2014』講談社MOOK、2014年5月。 ISBN 978-4-06-389832-3
- 『週刊プレイボーイ』特別編集『AKB48総選挙!水着サプライズ発表 AKB48スペシャルムック 2014』集英社、2014年8月。 ISBN 978-4-0810-2181-9